# Zilveren Schelp voor beste actrice
De Zilveren Schelp voor beste actrice (Spaans: Concha de Plata a la mejor actriz, Baskisch: Emakumezko aktore onenaren Zilarrezko Maskorra) is een van de hoofdprijzen van het Internationaal filmfestival van San Sebastian en wordt gegeven aan de beste actrice in de competitie. De prijs wordt sinds 1953 uitgereikt.

## Winnaars
| Jaar                | Acteur                                                      | Film                                            |
| ------------------- | ----------------------------------------------------------- | ----------------------------------------------- |
| 1953 (1ste editie)  | Julia Martínez                                              | Hay un camino a la derecha                      |
| 1954 (2de editie)   | Marisa de Leza                                              | La patrulla                                     |
| 1955 (3de editie)   | Prijs werd niet uitgereikt                                  | Prijs werd niet uitgereikt                      |
| 1956 (4de editie)   | Luisa Della Noce                                            | Il ferroviere                                   |
| 1957 (5de editie)   | Giulietta Masina                                            | Le notti di Cabiria                             |
| 1958 (6de editie)   | Jacqueline Sassard                                          | Nata di marzo                                   |
| 1959 (7de editie)   | Audrey Hepburn                                              | The Nun's Story                                 |
| 1960 (8ste editie)  | Joanne Woodward                                             | The Fugitive Kind                               |
| 1961 (9de editie)   | Pina Pellicer                                               | One-Eyed Jacks                                  |
| 1962 (10de editie)  | Anne Bancroft                                               | The Miracle Worker                              |
| 1963 (11de editie)  | Lee Remick                                                  | Days of Wine and Roses                          |
| 1964 (12de editie)  | Ava Gardner                                                 | The Night of the Iguana                         |
| 1965 (13de editie)  | Lilli Palmer                                                | Operation Crossbow                              |
| 1966 (14de editie)  | Evangelina Salazar                                          | Del brazo y por la calle                        |
| 1967 (15de editie)  | Serena Vergano                                              | Una historia de amor                            |
| 1968 (16de editie)  | Monica Vitti                                                | La ragazza con la pistola                       |
| 1969 (17de editie)  | Stefania Sandrelli                                          | L'amante di Gramigna                            |
| 1969 (17de editie)  | Lyudmila Chursina                                           | Zhuravushka                                     |
| 1970 (18de editie)  | Stéphane Audran                                             | Le boucher                                      |
| 1971 (19de editie)  | Graciela Borges                                             | Crónica de una señora                           |
| 1972 (20ste editie) | Mia Farrow                                                  | Follow Me!                                      |
| 1973 (21ste editie) | Glenda Jackson                                              | A Touch of Class                                |
| 1973 (21ste editie) | Françoise Fabian                                            | La bonne année                                  |
| 1974 (22ste editie) | Sophia Loren                                                | Il viaggio                                      |
| 1975 (23ste editie) | Gena Rowlands                                               | A Woman Under the Influence                     |
| 1976 (24ste editie) | Helen Morse                                                 | Caddie                                          |
| 1977 (25ste editie) | Kaki Hunter                                                 | Der Mädchenkrieg                                |
| 1978 (26ste editie) | Carol Burnett                                               | A Wedding                                       |
| 1979 (27ste editie) | Laura Betti                                                 | Il piccolo Archimede                            |
| 1980-1984           | Prijs werd niet uitgereikt                                  | Prijs werd niet uitgereikt                      |
| 1985 (33ste editie) | Mercedes Sampietro                                          | Extramuros                                      |
| 1986 (34ste editie) | Ángela Molina                                               | La mitad del cielo                              |
| 1987 (35ste editie) | Victoria Abril                                              | El Lute (camina o revienta)                     |
| 1988 (36ste editie) | Cipe Lincovsky                                              | La amiga                                        |
| 1988 (36ste editie) | Liv Ullmann                                                 | La amiga                                        |
| 1989 (37ste editie) | Mirjana Jokovic                                             | Eversmile, New Jersey                           |
| 1990 (38ste editie) | Margherita Buy                                              | La settimana della sfinge                       |
| 1991 (39ste editie) | Deborra-Lee Furness Noni Hazlehurst Helen Jones Fiona Press | Waiting                                         |
| 1992 (40ste editie) | Krystyna Janda                                              | Zwolnieni z zycia                               |
| 1993 (41ste editie) | Niki Karimi                                                 | Sara                                            |
| 1994 (42ste editie) | Ning Jing                                                   | Pao Da Shuang Deng                              |
| 1995 (43ste editie) | Victoria Abril                                              | Nadie hablará de nosotras cuando hayamos muerto |
| 1996 (44ste editie) | Norma Aleandro                                              | Sol de otoño                                    |
| 1997 (45ste editie) | Julie Christie                                              | Afterglow                                       |
| 1998 (46ste editie) | Jeanne Balibar                                              | Fin août, début septembre                       |
| 1999 (47ste editie) | Aitana Sánchez-Gijón                                        | Volavérunt                                      |
| 2000 (48ste editie) | Carmen Maura                                                | La comunidad                                    |
| 2001 (49ste editie) | Pilar López de Ayala                                        | Juana la Loca                                   |
| 2002 (50ste editie) | Mercedes Sampietro                                          | Lugares comunes                                 |
| 2003 (51ste editie) | Laia Marull                                                 | Te doy mis ojos                                 |
| 2004 (52ste editie) | Connie Nielsen                                              | Brødre                                          |
| 2005 (53ste editie) | Anna Geislerová                                             | Stestí                                          |
| 2006 (54ste editie) | Nathalie Baye                                               | Mon fils à moi                                  |
| 2007 (55ste editie) | Blanca Portillo                                             | Siete mesas de billar francés                   |
| 2008 (56ste editie) | Tsilla Chelton                                              | Pandora'nin kutusu                              |
| 2008 (56ste editie) | Melissa Leo                                                 | Frozen River                                    |
| 2009 (57ste editie) | Lola Dueñas                                                 | Yo, también                                     |
| 2010 (58ste editie) | Nora Navas                                                  | Pa negre                                        |
| 2011 (59ste editie) | María León                                                  | La voz dormida                                  |
| 2012 (60ste editie) | Katie Coseni                                                | Foxfire                                         |
| 2012 (60ste editie) | Macarena García                                             | Blancanieves                                    |
| 2013 (61ste editie) | Marian Álvarez                                              | La herida                                       |
| 2014 (62ste editie) | Paprika Steen                                               | Stille hjerte                                   |
| 2015 (63ste editie) | Yordanka Ariosa                                             | El rey de La Habana                             |
| 2016 (64ste editie) | Fan Bingbing                                                | Wo bu shi Pan Jin Lian                          |
| 2017 (65ste editie) | Sofía Gala                                                  | Alanis                                          |
| 2018 (66ste editie) | Pia Tjelta                                                  | Blindsone                                       |
| 2019 (67ste editie) | Nina Hoss                                                   | Das Vorspiel                                    |
| 2019 (67ste editie) | Greta Fernández                                             | La hija de un ladrón                            |
| 2020 (68ste editie) | Ia Sukhitashvili                                            | Beginning                                       |